# Durmersheim
Durmersheim ist eine 12 km südwestlich von Karlsruhe gelegene Gemeinde. Sie gehört zum Landkreis Rastatt und wird im örtlichen Dialekt, der eine Mischung aus südfränkischer und alemannischer Mundart ist, Durmersche genannt. Zur Gemeinde Durmersheim gehört auch der Ortsteil Würmersheim mit etwa 2400 Einwohnern.

## Geografie
Durmersheim liegt in der 30 km breiten Oberrheinischen Tiefebene, die östlich durch den Schwarzwald und westlich durch die französischen Vogesen begrenzt wird. Der Großteil der Ortschaft liegt auf dem Hochgestade in 106 bis 121 Meter Höhe, der historische Ortskern direkt an der Stufung zur Rheinniederung. Durch den Ort fließt der etwa 27 km lange Federbach. Der Osten der Markung ist vom Hardtwald bedeckt. Im Südwesten gibt es Teile des Oberwaldes, im Westen auf Würmersheimer Gemarkung sind Anteile des Rottlichwaldes und nördlich ein großer Teil der Federbachniederung.

### Gemeindegliederung
Zur Gemeinde Durmersheim gehört die ehemalige Gemeinde Würmersheim. Zur Gemeinde Durmersheim in den Grenzen vom 31. Dezember 1973 gehören das Dorf Durmersheim und Wallfahrtskirche und Kloster Bickesheimer Kloster. Zur ehemaligen Gemeinde Würmersheim gehört das Dorf Würmersheim.

#### Durmersheim
Den Großteil der besiedelten Fläche nimmt der Hauptort Durmersheim ein. Der Ort erstreckt sich über rund 3 km in Nord-Süd-Richtung entlang der alten B 36. In Ost-West-Richtung ist der Hauptort gerade einmal 450–800 m breit. Richtung Würmersheim liegt eine Hochhaussiedlung, von den Einheimischen „Klein-Manhattan“ (in den 70er Jahren wurde die Anlage überwiegend von Angehörigen der in Karlsruhe stationierten US-Streitkräfte bewohnt) genannt.

#### Würmersheim
Im Westen der Markung liegt der Rottlichwald. Der Gießengraben bildet die Grenze zu Au am Rhein, der Alte Federbach bildet im Süden die Grenze zu Durmersheim. Im Norden Würmersheims ist die Grenze der Kunzenbach. Im Osten ist der Grenzverlauf folgendermaßen: Die Grenze beginnt am Kunzenbach und zieht westlich des Gewerbegebiets Nordwests vorbei, geht am Osten des Baugebietes TG3 vorbei und geht schließlich zwischen TG I und TG II durch, bis die Grenze wieder im Süden am alten Federbach endet.

### Klima
Die Jahresdurchschnittstemperatur beträgt 11,4 °C und der Niederschlag 770 mm. In der Rheinebene gibt es weniger Niederschlag als im Schwarzwald oder den Vogesen. Niederschlagsstarke Monate sind Mai, Juni und Juli. März und September sind am niederschlagsärmsten. Die relative Feuchte liegt durchschnittlich bei 76 %. Im Rheintal gibt es im Herbst aufgrund der Tallage häufig Nebel. 2005 war das nahegelegene Karlsruhe die wärmste Stadt in Deutschland. Vom milden Klima der Rheinebene profitiert die Landwirtschaft (Anbau von Erdbeeren und Spargel).

### Nachbargemeinden
In unmittelbarer Nachbarschaft befinden sich, im Uhrzeigersinn von Norden beginnend, die Orte Rheinstetten, Ettlingen, Malsch, Bietigheim, Elchesheim-Illingen und Au am Rhein.

## Geschichte

### Frühe Besiedlung
Der älteste archäologische Hinweis auf eine Besiedlung in oder bei Durmersheim ist ein 8 cm langer durchbohrter Steinanhänger, der aus der Jungsteinzeit (ca. 2000 v. Chr.) stammt. Im Gewann „Im Eck“ entdeckten 1940 Archäologen mehrere Reste einer Siedlung aus der Zeit der späteren Bronzezeit, der sog. Urnenfelderkultur (ca. 1300–750 v. Chr.) und nachfolgend aus der sog. Latènezeit (ca. 500 v. Chr. bis zur Zeit Christi Geburt).

### Römische Zeit
Aus römischer Zeit liegen Anzeichen einer bedeutenderen Ansiedlung vor, die an einer Straßenkreuzung lag. Aus dem Süden entlang des Hochgestades führte eine Römerstraße von Straßburg (Argentorate) nach Ladenburg (Lopodunum) und vom Westen eine vom Elsass nach Pforzheim (Portus). In der Kirche ist ein Herkules-Relief eingemauert, das wohl einst ein römischer Viergötterstein fungierte. Um 1870 wurden die Fundamente eines Gebäudes im Gewann „Im Legel“ abgebrochen und abtransportiert. Zudem war die „Schweineweide“ für seine Vielzahl herumliegenden Ziegelreste römischen Ursprungs bekannt. Im Gewann „Im Eck“ nördlich der Wallfahrtskirche Bickesheim stieß man 1940 auf ein umfangreiches Brandgräberfeld, das in das 2. und 3. Jahrhundert datiert wird. Die Münzfunde auf der Durmersheimer Gemarkung reichen von Tiberius (14–37 n. Chr.) und Konstantin dem Großen (306–337). Insgesamt scheint die römische Besiedlung durchgehend von Mitte des 1. Jahrhunderts bis zum Limesfall Mitte des 3. Jahrhunderts bestanden und danach sogar noch zur römischen Einflusssphäre gezählt zu haben.

### Mittelalter und Frühe Neuzeit
Ein 1959 entdecktes Gräberfeld aus der alemannisch-fränkischen Zeit um 600 n. Chr. zeigt, dass sich nach der Völkerwanderung und dem Untergang des Römischen Reiches hier wieder Menschen dauerhaft niedergelassen haben. Auf jene Zeit verweist auch der Ortsname mit der Endung -heim (fränkische Ortsendung).
Die erste schriftliche Erwähnung des Ortes als Turmaresheim stammt aus dem Jahr 985. Damals hatte das im Elsass gelegene Kloster Weißenburg Besitz in Durmersheim. Zu einem nicht exakt angegebenen Zeitpunkt – wohl um 950 – wurde dieser Besitz (wie auch an vielen anderen Orten) durch Beauftragte des Klosters visitiert und beschrieben. Das Kloster Weißenburg besaß damals Eigenland („Salland“), die Kirche samt zugehörigem Zehntrecht sowie 14 Knechtshöfe, von denen allerdings 10 brach lagen (wahrscheinlich infolge der Ungarneinfälle, die zu Beginn des 10. Jahrhunderts weite Teile Südwestdeutschlands verwüsteten). Wann und wie das Kloster Weißenburg zu diesem Besitz gekommen war, lässt sich mangels schriftlicher Quellen nicht mehr aufweisen, vermutlich durch Schenkung lokaler Großgrundbesitzer, wie sie auch andernorts belegt sind. Im Jahr 985 eignete sich Herzog Otto I. aus dem Geschlecht der Salier den Weißenburger Besitz in Durmersheim und 67 weiteren Orten an („Salischer Kirchenraub“). In einer rund 300 Jahre später von Abt Edelin angefertigten historischen Notiz wird dieser Vorgang beschrieben, dabei allerdings nicht ganz korrekt auf das Jahr 991 bezogen. Konkret ging dieser Vorgang so vor sich, dass die mächtigen Salier das Kloster Weißenburg zwangen, ihnen diese Besitztümer als Lehen zu übertragen. Als Lehnsträger wird auch der Sohn des Herzogs Otto, Graf Konrad, urkundlich bezeugt. In der Nachfolge der Salier dürften diese Lehen wohl an die Staufer gelangt sein, auch wenn es hierfür keinen urkundlichen Beleg gibt.
Am Ende des 13. Jahrhunderts schließlich gelang es dem aufstrebenden Geschlecht der Markgrafen von Baden, Durmersheim ihrem Territorium einzuverleiben. Rudolf I. von Baden gilt als Förderer von Kirchen und Klöster, so gehen das 1250 erbaute Seitenschiff und der Katharinenchor mit seinen berühmten Fresken der Wallfahrtskirche Bickesheim auf ihn und seine Ehefrau Kunigunde von Eberstein zurück.
Bis zum Ende der Monarchie in Deutschland, also bis zum Jahr 1918, besaßen die badischen Markgrafen bzw. (seit 1806) Großherzöge die Herrschaft über Durmersheim. Die badischen Markgrafen besaßen bei Durmersheim auch ein kleines Schloss, die Rohrburg, die im 18. Jahrhundert verfiel und um 1770 abgerissen wurde.

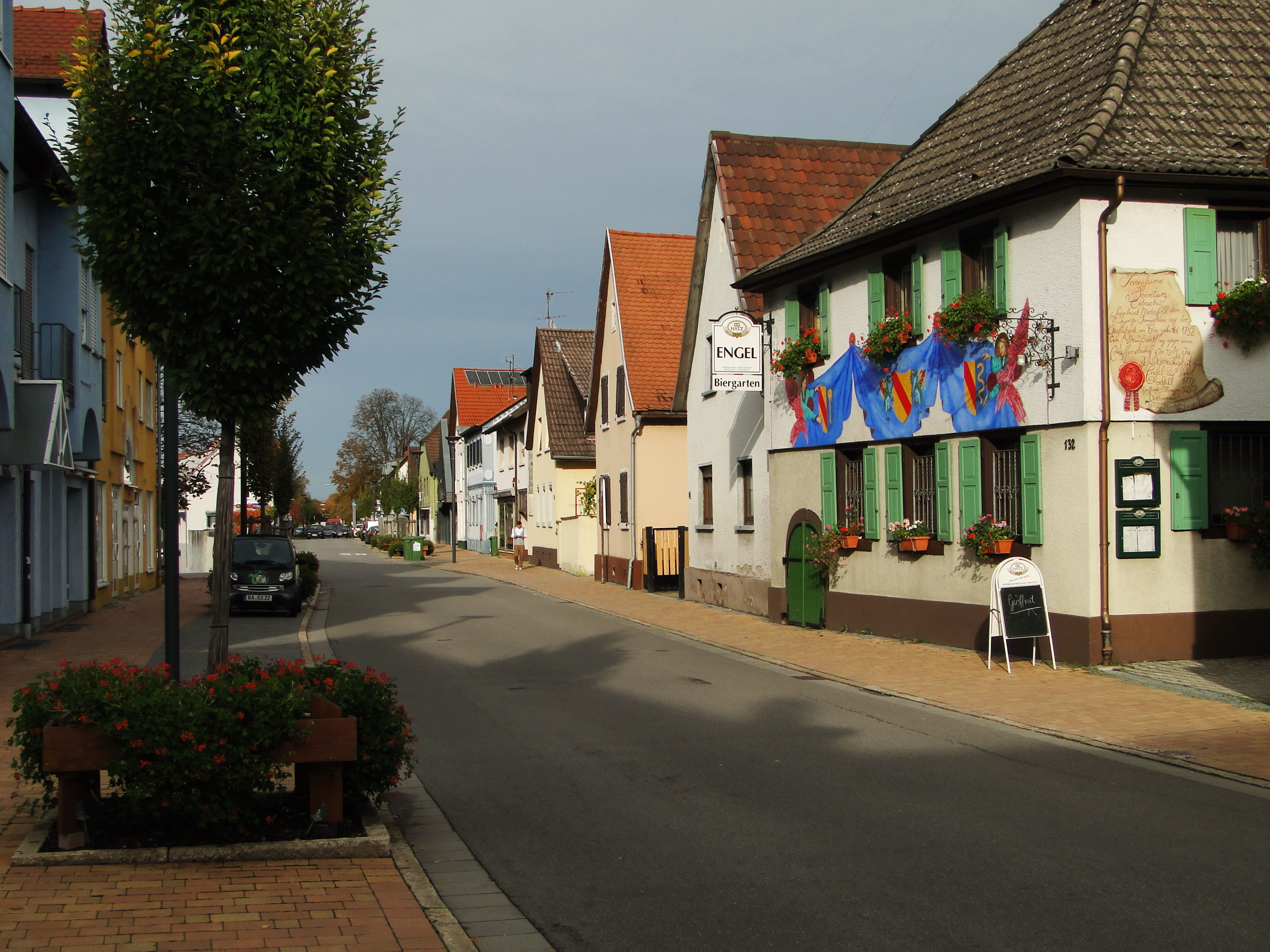
Durmersheim Hauptstraße beim Gasthaus „Engel“

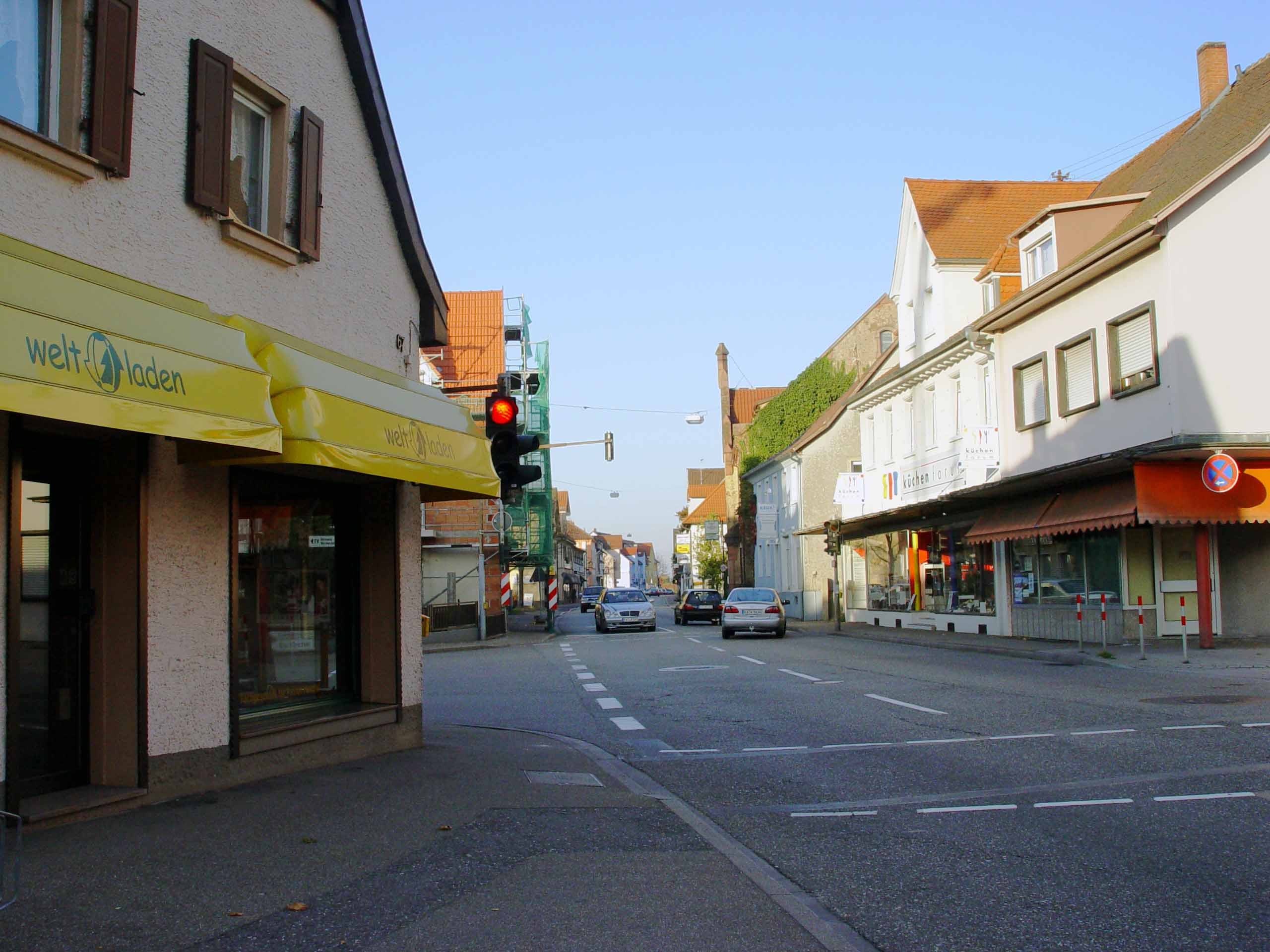
Straßenbild

### 19., 20. und 21. Jahrhundert
Der alte Ortskern von Durmersheim liegt am Rand des Hochgestades. Seit dem 18. Jahrhundert nahm die Bevölkerung stark zu und der Ort dehnte sich in nördliche Richtung aus, Richtung Bickesheim. Würmersheim gehörte kirchlich schon lange zu Durmersheim, war aber bis 1972 politisch selbständig.
Bedeutend gewachsen ist Durmersheim erst nach dem Zweiten Weltkrieg. Zum einen kamen viele Vertriebene auf der Suche nach einer neuen Heimat. In der Nachbargemeinde Malsch lebten noch mehr ehemalige Sudetendeutsche als in Durmersheim. Dadurch wuchs Durmersheim enorm – ein Wachstumstrend, der bis heute anhält. Alles fing damit an, dass das Gebiet nördlich der Triftstraße erschlossen wurde, bis zur Hans-Thoma-Straße. Auch westlich der B 36 wurde gebaut. In der nächsten Stufe wurde das Gebiet nördlich der Hans-Thoma-Straße bebaut, der Nordring entstand. Die Gemeinde war nun fast doppelt so groß wie vor hundert Jahren.
Im Zuge der Verwaltungsreform wurde Würmersheim am 1. Januar 1974 wurde Würmersheim nach Durmersheim eingemeindet. Damals kamen rund 1200 Einwohner dazu.
Dort wurden auch neue Baugebiete erschlossen, 1993 das TG I, 2002 das TG II und 2005 das TG III. Würmersheim ist jetzt mehr als doppelt so groß wie noch vor 30 Jahren. In Durmersheim wurde als letztes größeres Baugebiet das Gebiet „Auf den Heilberg“ ausgewiesen, ein Ort, wo Durmersheim mitunter am städtischsten geprägt ist. Dort ist auch das Zentrum-Nord, mit zahlreichen Supermärkten. Das alte Zentrum ist entlang der Hauptstraße – zwischen der Kirche Maria Bickesheim und der südlichen Kirche St. Dionys. Dort befinden sich viele Läden, von Tankstellen über Schreibwarengeschäfte, und immer mehr kommen dazu. In absehbarer Zeit soll noch ein Mischgebiet Richtung Bietigheim erschlossen werden und das Gewerbegebiet südlich der Malscher Straße vergrößert werden. Auch zwei Neubaugebiete sind geplant, eines Richtung Bietigheim, und eines östlich des neuen TG III. Die Umsetzung wird aber noch einige Zeit dauern.

### Bevölkerungsentwicklung
Einwohnerzahlen nach dem jeweiligen Gebietsstand. Die Zahlen sind amtliche Fortschreibungen der jeweiligen Statistischen Ämter.

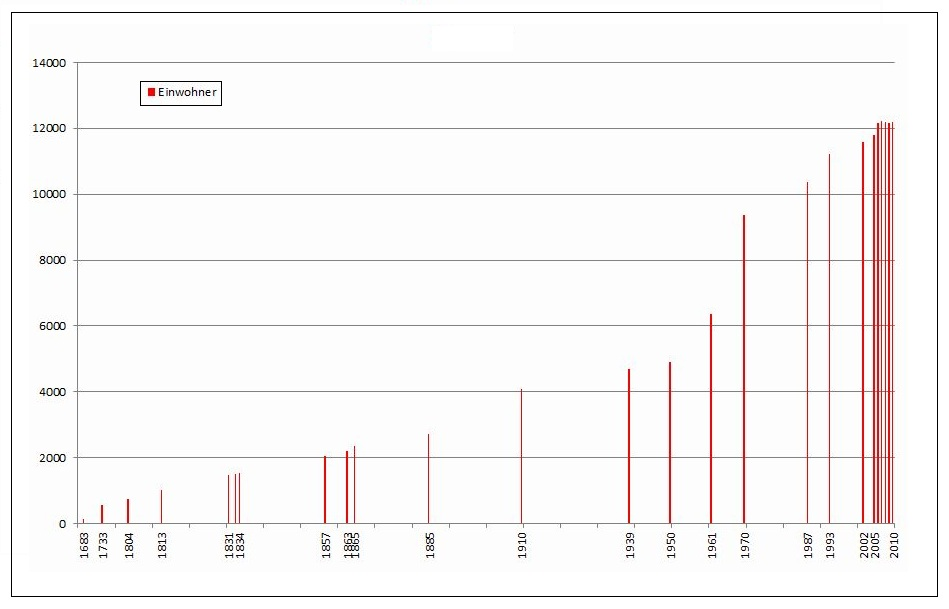
Einwohnerentwicklung in Durmersheim 1683–2010

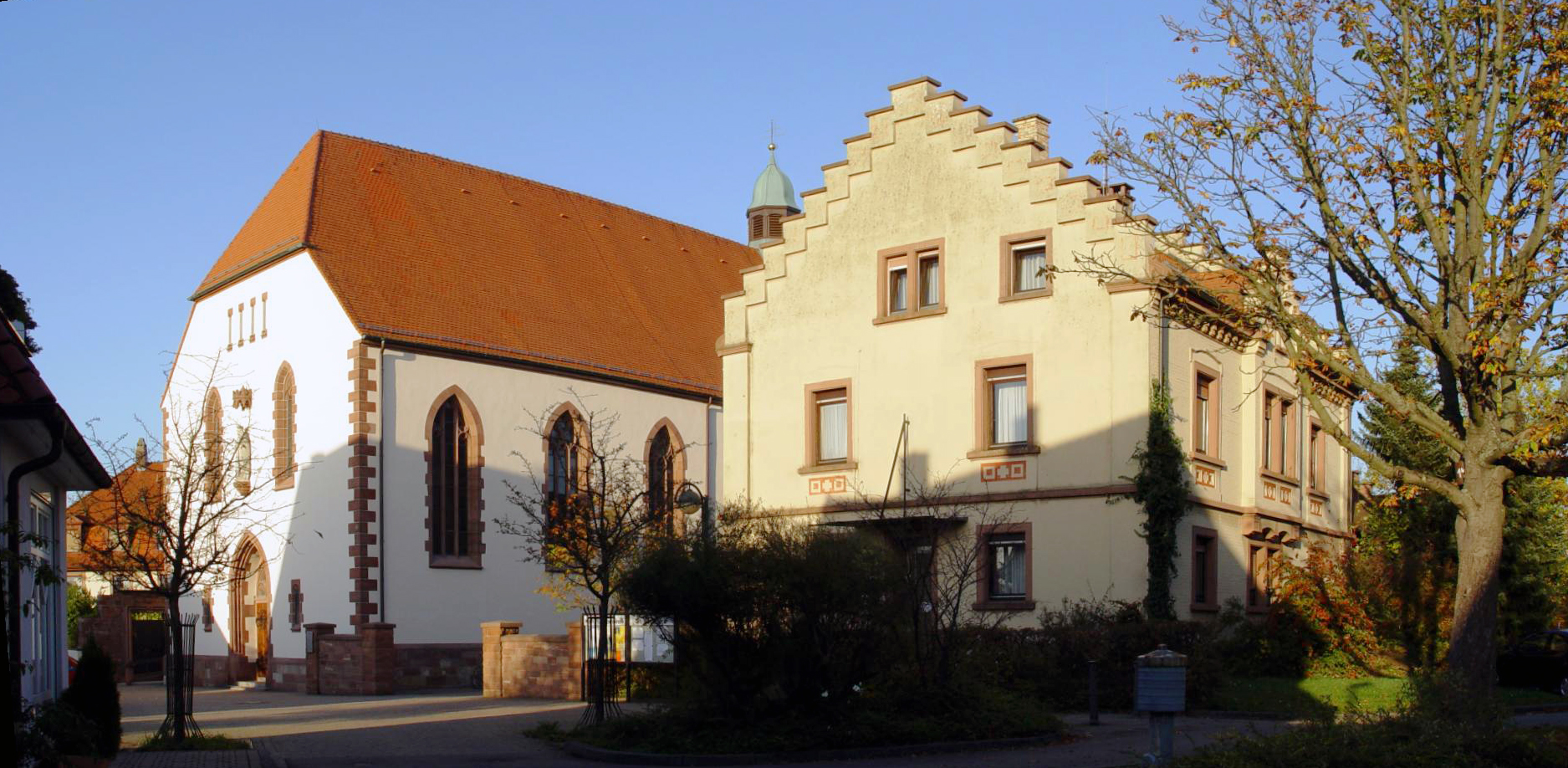
Maria Bickesheim

| Jahr   | Einwohner |
| ------ | --------- |
| 1683   | ca. 150   |
| 1733   | 567       |
| 1804   | 748       |
| 1813   | 1005      |
| 1833   | 1459      |
| 1834   | 1519      |
| 1857   | 2057      |
| 1863   | 2188      |
| 1865   | 2355      |
| 1885   | 2722      |
| 1910 ¹ | 4071      |
| 1939 ¹ | 4678      |

| Jahr   | Einwohner |
| ------ | --------- |
| 1950 ¹ | 4.913     |
| 1961 ¹ | 6.351     |
| 1970 ¹ | 9.355     |
| 1987 ¹ | 10.368    |
| 1991   | 10.903    |
| 1995   | 10.980    |
| 2002   | 11.574    |
| 2005   | 11.797    |
| 2010   | 12.189    |
| 2015   | 12.199    |
| 2020   | 12.112    |

¹ Volkszählungsergebnis

## Religionen
In Durmersheim gibt es zwei römisch-katholische und eine evangelische Pfarrgemeinden. Die neuapostolische Kirche in der Hauptstraße wurde seit 2008 nicht mehr betrieben und 2014 in ein Wohnhaus umgewandelt. Bis zum 5. September 2010 hatte der Orden der Redemptoristen eine Niederlassung in Durmersheim, das Redemptoristenkloster Maria Bickesheim. Die Wallfahrt zum Gnadenbild Maria Bickesheim wird heute von zwei Diözesanpriestern betreut.

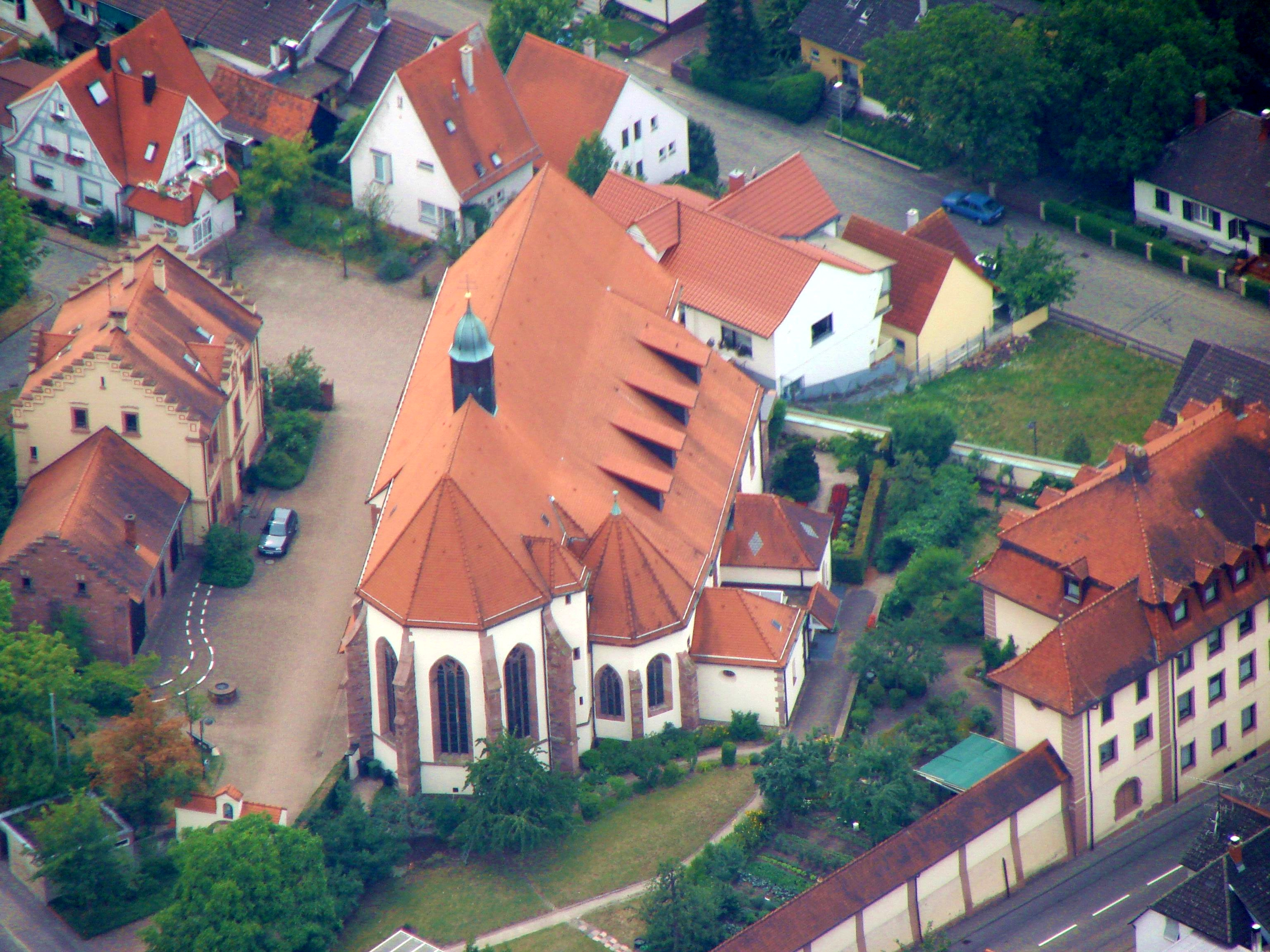
Maria Bickesheim Luftbildaufnahme

## Politik

### Gemeinderat
Der Gemeinderat hat 22 ehrenamtliche Mitglieder, die für fünf Jahre gewählt werden. Hinzu kommt der Bürgermeister als stimmberechtigter Gemeinderatsvorsitzender.
Die Kommunalwahl 2024 führte zu folgendem Ergebnis (in Klammern: Unterschied zu 2019):
| Gemeinderat 2024               | Gemeinderat 2024 | Gemeinderat 2024 | Gemeinderat 2024 | Gemeinderat 2024 |
| Partei / Liste                 | Stimmenanteil    | Sitze            |                  |                  |
| ------------------------------ | ---------------- | ---------------- | ---------------- | ---------------- |
| CDU                            | 29,1 % (+0,9)    | 6 (±0)           |                  |                  |
| Freie Wähler                   | 24,6 % (+0,2)    | 5 (±0)           |                  |                  |
| Bürgerliste und Grüne          | 16,9 % (−12,1)   | 4 (−3)           |                  |                  |
| SPD                            | 16,3 % (−2,1)    | 4 (±0)           |                  |                  |
| Grüne                          | 7,5 % (+7,5)     | 2 (+2)           |                  |                  |
| FDP                            | 5,6 % (+5,6)     | 1 (+1)           |                  |                  |
| Wahlbeteiligung: 58,9 % (+3,2) |                  |                  |                  |                  |

### Bürgermeister
Klaus Eckert (SPD) ist seit dem 1. September 2022 der Bürgermeister von Durmersheim. Er wurde am 3. Juli 2022 mit 54,4 Prozent der Stimmen gewählt. Er folgte Andreas Augustin nach, der von 2006 bis 2022 amtierte und bei der Wahl 2022 nicht mehr antrat. Augustin wurde 2014 mit 54,38 Prozent der Stimmen wiedergewählt.

### Wappen
Ein Wappen der Gemeinde Durmersheim ist seit 1555 belegt. Das heutige Wappen beruht auf einem Entwurf des Badischen Generallandesarchives von 1900 und wird seit 1901 verwendet. Dieses Wappen zeigt in gespaltenem Schild auf der (heraldisch gesehen) linken Seite einen Krummstab (wohl als Reminiszenz an den Besitz verschiedener Klöster in Durmersheim) und rechts die badischen Landesfarben Gelb-Rot-Gelb.

### Gemeindepartnerschaften
Durmersheim ist verschwistert mit den Städten Chennevierès (seit 1975) und Littlehampton (seit 1988). Beide unterhalten auch eine Partnerschaft untereinander, so dass sich eine Dreieckspartnerschaft Durmersheim-Littlehampton-Chennevierès ergibt.

## Wirtschaft und Infrastruktur

### Wirtschaft
Größter Arbeitgeber der Region um Durmersheim ist die Daimler AG, mit großen Werken in Rastatt, Gaggenau und Wörth.

### Verkehr

#### Straßen
Die Bundesstraße 36 (Mannheim–Lahr/Schwarzwald) führt in nördliche Richtung nach Rheinstetten und Karlsruhe, in südliche Richtung nach Bietigheim, Ötigheim und Rastatt. In die anderen oben genannten Nachbarorte führen Landstraßen.
2006 wurde der Verkehr auf der neuen B 36-Ortsumgehung von Bietigheim, Durmersheim und Ötigheim freigegeben. Für den Bau der rund 9,7 Kilometer langen Umfahrung hatte der Bund rund 36 Millionen Euro investiert. Hinzu kamen noch rund 14 Millionen Euro von der Deutschen Bahn AG. Mit der neuen B 36 wurde für die drei Kommunen eine Senkung um mehr als 70 Prozent der vorherigen Verkehrsbelastung von über 20.000 Fahrzeugen pro Tag prognostiziert, sowie eine höhere Verkehrssicherheit und weniger Lärm- und Abgasimmissionen insbesondere durch den Schwerlastverkehr.

#### Bahnverkehr
Durmersheim hat zwei Haltepunkte an der Bahnstrecke Mannheim–Rastatt, Durmersheim und Durmersheim Nord, die von der S7 und S8 der Stadtbahn Karlsruhe bedient werden. Sie befinden sich im Osten der Stadt. Zwischen 6 Uhr morgens und 1:30 Uhr nachts fährt durchschnittlich zweimal pro Stunde eine Bahn. Auf der gleichen Schienentrasse verkehren darüber hinaus RE-, IC-, ICE- und Güterzüge, die allerdings nicht in Durmersheim halten. Nach der Fertigstellung des Rastatter Tunnels soll der Fernverkehr über eine eigene Trasse etwa 300 m östlich der jetzigen geführt werden. Diese liegt einige Meter unter dem Bodenniveau, parallel zur B 36. Dies soll die Lärmimmissionen senken und eine Stadtentwicklung in die östliche Richtung ermöglichen.
Eine Verlängerung der Linie S2 von Rheinstetten nach Durmersheim wird immer wieder diskutiert und wurde zuletzt 2024 in einem Bürgerentscheid abgelehnt.
Darüber hinaus ist die Buslinie 222 bedeutend. Sie verbindet nicht nur Durmersheim mit Rastatt und Karlsruhe (Entenfang), sondern auch zahlreiche Nachbarorte (Au am Rhein, Elchesheim-Illingen, Steinmauern). Am Wochenende fahren Anruftaxen statt der Busse.
Der Zugverkehr im Bahnhof Durmersheim wird aktuell von zwei mechanischen Stellwerken gesteuert, die aus der Jahrhundertwende um 1900 sind und sich in der Ettlinger Straße (beim Kieswerk) sowie in der Malscher Straße (bei der Bahnunterführung) befinden.

#### Radverkehr
Durch eine Alltagsroute aus dem Radnetz Baden-Württemberg ist Durmersheim über Bietigheim und Ötigheim mit Rastatt und über Rheinstetten mit Karlsruhe verbunden.
Durmersheim ist Mitglied der AGFK (Arbeitsgemeinschaft Fahrrad- und Fußverkehrsfreundlicher Kommunen) in Baden-Württemberg.

### Brückenbauwerke
In Durmersheim befinden sich zwei Brücken überregionaler Bedeutung. Die nördliche Federbachbrücke befindet sich auf der Höhe einer historischen Furt, welche Au am Rhein und Würmersheim mit Bickesheim verband. Sie wurde schon in der Renaissance von vielen Händlern und Pilgern benutzt, welche das Kloster oder den Marktplatz besuchten. Im Kaiserreich wurde die ursprüngliche Brücke durch eine Stahlbrücke mit einer asphaltierten Fahrbahn ersetzt. Diese Straße heißt heute Pilgerstraße und verdeutlicht die historische Funktion dieser Brücke. Daneben befinden sich ferner der Bauhof und ein Wohnquartier für Flüchtlinge.
Fast genauso bedeutend ist die südliche Federbachbrücke bei „Klein-Manhattan“. Sie ist nicht ganz so imposant wie ihr nördliches Pendant, in ihrer Funktion allerdings nicht weniger wichtig. Für viele Elchesheimer ist sie nützlich, um zur wichtigen B36 zu gelangen. Auch die Buslinie 222 (Rastatt–Karlsruhe) überquert diese Brücke, weshalb sie bereits vielen Schulkindern ein Begriff ist und als Sehenswürdigkeit wahrgenommen wird.

### Unterführung
Seit 2014 unterquert die Kreisstraße 3721 die Bahnstrecke Karlsruhe–Rastatt in einer 330 m langen Unterführung. Das Projekt kostete 7,7 Millionen Euro und wurde nach langen Verhandlungen umgesetzt. Die Unterführung ersetzt einen Bahnübergang, der im Schnitt 12 Stunden am Tag geschlossen war. Sie verbessert die Anbindung von Durmersheim an das Industriegebiet südl. der Malscher Straße, die Bundesstraße B 36 und die Gemeinde Malsch mit einem großen Industriegebiet. Bis zu 5.000 Fahrzeuge queren täglich die Unterführung.
Aktuell gibt es immer noch 3 Bahnübergänge im Durmersheimer Ortsgebiet (Obere Bahnhofstraße, Ettlinger Straße und Triftstraße), die aufgrund der hohen Zugdichte der Rheinbahn sehr oft und sehr lange geschlossen sind, allerdings seit dem Bau der Unterführung in der Malscher Straße nicht mehr befahren werden müssen.

### Bildung
Am Wilhelm-Hausenstein-Gymnasium kann das Abitur abgelegt werden. Daneben gibt es eine Realschule, mit der Hardtschule eine Gemeinschaftsschule und mit der Friedrichschule sowie der GS Würmersheim zwei reine Grundschulen. Die Hildaschule als Förderschule für lernbehinderte Kinder und Jugendliche wurde nach dem Schuljahr 2007/08 geschlossen. Außerdem gibt es sieben Kindertagesstätten, wovon vier in kommunaler Trägerschaft sind und drei in kirchlicher.

### Sport
Es gibt in der Gemeinde Durmersheim etwa zehn reine Sportvereine, von denen der TuS Durmersheim (Turn- und Sportverein mit den Abteilungen Basketball, Handball, Ju-Jutsu, Leichtathletik, Radsport, Tischtennis, Turnen und Volleyball) der größte ist. Die erste Herrenmannschaft der Abteilung Volleyball des TuS spielt seit den 1960er Jahren in den höheren deutschen Ligen, zurzeit in der 2. Bundesliga und daher kann Durmersheim als Volleyball-Hochburg bezeichnet werden. Nationale Spitze ist die Motoballmannschaft MSC Comet Durmersheim.

## Kultur und Sehenswürdigkeiten

### Museen
Im alten Ortskern gibt es ein Heimatmuseum.

### Bauwerke

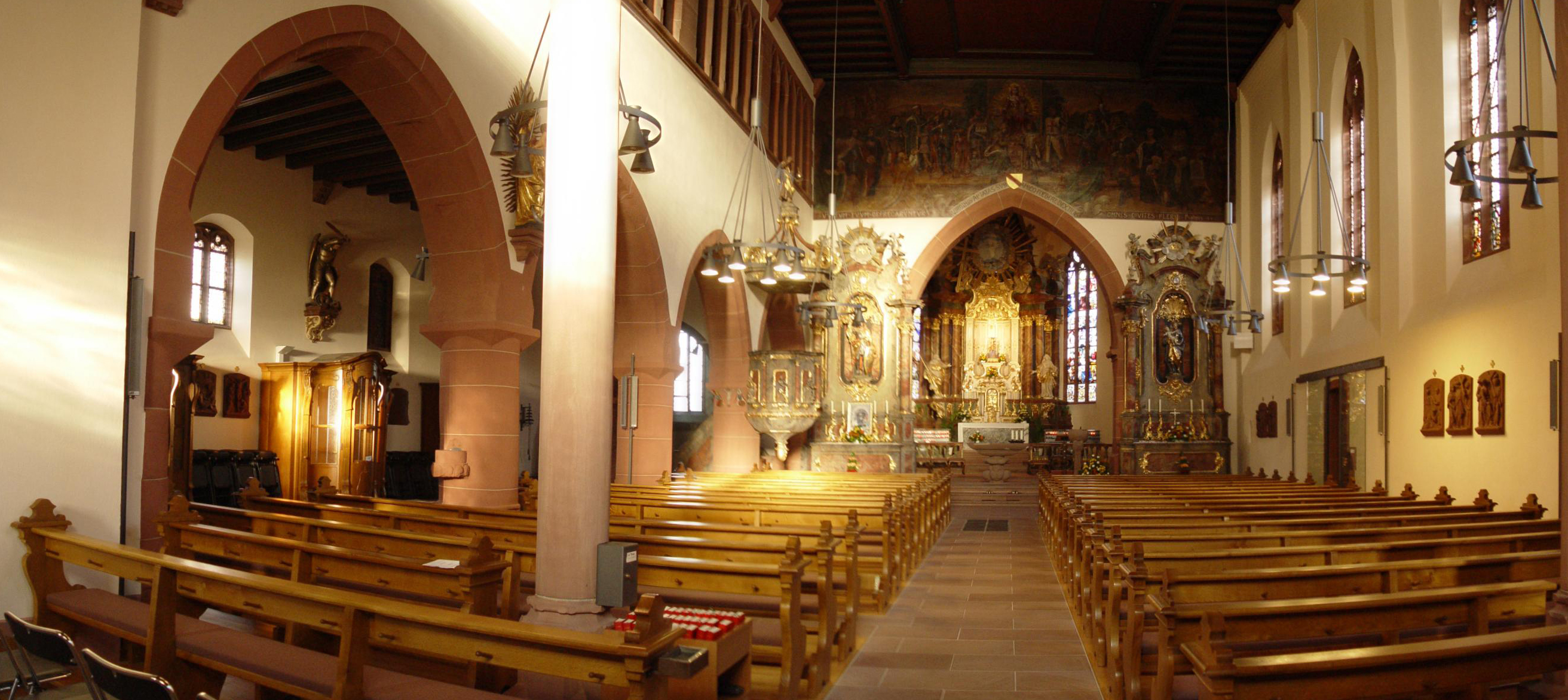
Innenansicht Maria Bickesheim

Die Bickesheimer Kirche zählt zu den bekanntesten Kirchen in der Umgebung. Ihre Ursprünge reichen bis mindestens ins 13. Jahrhundert zurück; ihr heutiges Aussehen erhielt sie aber erst in den Jahren 1908/09. Im Katharinenchor dieser, weitgehend barock ausgestatteten, Wallfahrtskirche befinden sich, im Jahr 1908/1909 freigelegte, Fresken aus dem 14. Jahrhundert, die zu den bedeutendsten und wertvollsten im Oberrheingebiet gehören. An der Kanzelsäule ist auch das älteste in Stein gehauene badische Wappen (13. Jahrhundert) zu sehen. Im Jahr 1909 erhielt die Kirche einen Altaraufsatz der Gebrüder Moroder und ein Antependium für das Katharinenchörle. Von 1925 bis 2010 gab es im Klostergebäude neben der Wallfahrtskirche eine Niederlassung der Redemptoristen. Die Kirche liegt am Übergang von Hochgestade zum Tiefgestade und ist etwa 30 m vom dortigen Federbach entfernt.

### Freibad
Das Durmersheimer Freibad befindet sich im Norden Durmersheims und wird auch Terrassenbad genannt, da es Liegeflächen entlang des Gestadebruchs gibt. Die Schwimmbecken befinden sich im Tiefgestade, ein Kiosk befindet sich im Hochgestade, im Übergangsbereich gibt es abgestufte Terrassen.
Es gibt ein tiefes Becken mit drei Sprungtürmen (2 × 1 m und 3 m), ein seichteres Becken mit Rutsche und Strömungskanal sowie ein Nichtschwimmerbecken. Ferner bestehen Tischtennisplätze und ein Volleyballplatz.

### Planetenweg

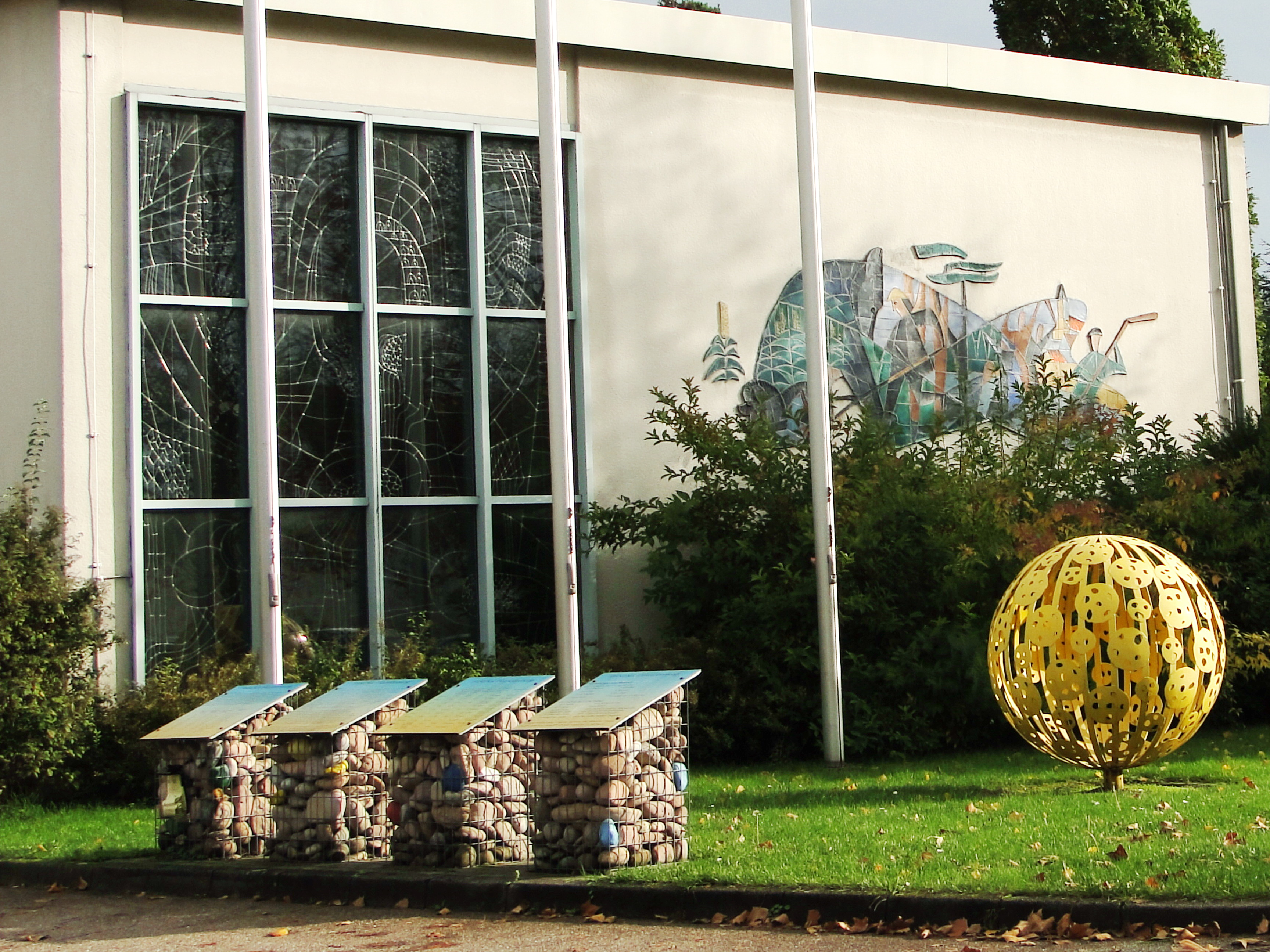
Sonnenmodell des Planetenwegs vor dem Rathaus Durmersheim

Seit Januar 2001 gibt es in Durmersheim Arbeitsgruppen der Agenda 21, die auf lokaler Ebene ehrenamtlich für eine nachhaltige Entwicklung der Gemeinde arbeiten. Auf Initiative einer der Agenda-Gruppen wurde vor einigen Jahren der Plan der Schaffung eines „Planetenwegs“ aufgenommen und, auch mit Hilfe der „Sternfreunde Durmersheim“, realisiert. Der Planetenweg veranschaulicht die Größe, Struktur und Weite unseres Sonnensystems mit Hilfe einer maßstäblichen Verkleinerung um den Faktor eins zu einer Milliarde. Das Modell der Sonne als Ausgangspunkt hat seinen Standort auf dem Rasen vor dem Rathaus von Durmersheim. Bei dem gewählten Maßstab hat die Sonne einen Durchmesser von 1,4 Meter. Das Modell der Erde hat einen Durchmesser von 13 mm und ist 150 m vom Sonnenmodell entfernt. Als Trägersystem für die Planetenmodelle dienen Gabionen, die im maßstäblichen Sonnenabstand angeordnet sind. Die Modelle der äußerten (Zwerg-)Planeten, Pluto und Eris, sind dann 6 bis 10 km Luftlinie vom Sonnenmodell entfernt und liegen in Mothern auf der anderen Seite de Rheins. Mit diesem elsässischen Standort wurde der Planetenweg sogar „europäisch“ und an das Pamina-Rheinpark-Wegenetz angebunden und daher heißt er auch „PAMINA-Planetenweg“. Von der Sonne bis zum Saturn-Modell ist es ein kleiner Spaziergang, bis zum Uranus oder Pluto sind es Wanderungen von ca. 7 km einfacher Weglänge. Um bis zum Pluto- und Eris-Modell zu gelangen, kann man in Neuburgweier mit der Fähre den Rhein überqueren.

### Erlebnispark
In der Weißenburger Straße befindet sich der Erlebnispark. Er ist mit dem Auto und der Buslinie 222 zu erreichen, welche zweimal pro Stunde in der Nähe der südlichen Federbachbrücke hält.
Bekannt ist der 2010 eröffnete Erlebnispark für seine Natur (Platanen und Eichen) als auch für seine Skaterplätze. Der Park ist etwa rechteckig und 80 m lang und 60 m breit.

### Bickesheimer Pilgerpfad
Als „Entdeckungspfad“ innerhalb des Pamina-Rheinparks wurde, auf Initiative der lokalen Agenda 21-Gruppe, im Jahr 2012 der „Bickesheimer Pilgerpfad“ geschaffen. Dieser 18 km lange Rundweg beginnt und endet an der etwa 1000 Jahre alten Wallfahrtskirche Maria Bickesheim. Der in der Rheinebene verlaufende, mit dem ovalen „Pamina-Rheinpark-Schild“ gekennzeichnete Weg, enthält kaum Steigungen und ist daher für Wanderer und Radfahrer bestens geeignet. Er führt von Durmersheim nach Rheinstetten-Mörsch, Neuburgweier, Au am Rhein und über Würmersheim zurück zum Ausgangspunkt und dabei gilt es in Kirchen und Kapellen die Schätze kirchlicher Kunst, von der Gotik über Barock bis zur Moderne, in der Region zu entdecken. So kann man z. B. in Maria Bickesheim Fresken aus dem 14. Jahrhundert besichtigen und in Neuburgweier sind in der Kirche St. Ursula und im Friedhof Objekte des zeitgenössischen Künstlers Emil Wachter zu sehen. Der gleiche Künstler hat auch die Pfarrkirche St. Andreas in Au am Rhein ausgemalt, beachtenswert ist dort ebenfalls die, von Wachter geschaffene, große Glasrosette. Der „Bickesheimer Pilgerpfad“ führt auch an zahlreichen alten Feld- und Wegkreuzen vorbei und Teile des Wegs verlaufen vermutlich parallel zu einem mittelalterlichen Pilgerweg der vom Osten kommend, über Bickesheim und den Rhein bei Au, zum historisch bedeutsamen Kloster Weißenburg im Elsass führte.

## Söhne und Töchter der Gemeinde
- Josef Kary (1913–2012), Pfarrer
- Franz Littmann (1948–2025), Philosoph und Autor
- Arnold Spuler (1869–1937), Politiker (DNVP)
- Achim Stößer (* 1963), Autor und Tierrechtler
- Adolph Alexander Weinman (1870–1952), Bildhauer
- Franz Xaver Weingärtner (1805–1867), Katholischer Geistlicher, Gründer der Sparkassen Bruchsal und Oberkirch
- Elsa Braun (* 2000), Jiu-Jitsu-Sportlerin, Vize-Europameisterin in der JJEU 2022[18]